# Кінк (сексуальність)
Кінк (англ. kink, kinkiness — укр. дивний, дивність) у людській сексуальності — це використання нетрадиційних сексуальних практик, концепцій або фантазій. Цей термін походить від ідеї «bend» (пор. «кінк») у сексуальній поведінці, щоб протиставити таку поведінку «прямим» або «ванільним» сексуальним звичаям і схильностям. Таким чином, це розмовний термін для позначення ненормативної сексуальної поведінки. Термін «кінк» був використаний деякими, хто практикує сексуальний фетишизм, як термін або синонім для своїх практик, вказуючи на діапазон сексуальних практик від ігрових до сексуальної об'єктивації та певних парафілій. У 21 столітті термін «кінк» разом із такими виразами, як БДСМ, шкіра та фетиш, став використовуватися частіше, ніж термін парафілія. У деяких університетах також є студентські організації, які зосереджені на переломах у контексті ширших проблем ЛГБТК.
Нетрадиційні сексуальні практики виходять за рамки звичайних сексуальних практик як засіб посилення близькості між сексуальними партнерами. Дехто проводить різницю між кінком і фетишизмом, визначаючи перше як посилення інтимності партнера, а друге — як заміну. Через зв'язок із конформістськими сексуальними кордонами, які самі змінюються залежно від часу та місця, визначення того, що є, а що не є кінком, також дуже різниться.
У дослідженні, опублікованому в 2016 році, було виявлено, що майже половина респондентів повідомили про інтерес до певної форми парафілії, а приблизно третина принаймні один раз вдавалися до парафілії.